# Cocoș de munte
Cocoșul de munte (Tetrao urogallus) este o specie de păsări din familia fazanului (Phasianidae), ordinul Galliformes. Este o pasăre foarte sperioasă, care se poate vedea rar în natură . Sprâncenele și o parte din coadă îi sunt roșii .

## Răspândire
Arealul lui de răspândire este frecvent în Europa Centrală unde poate fi întâlnit numai în regiunile de munte împădurite puțin circulate. Țările unde poate fi întâlnit cocoșul de munte sunt Austria, Elveția, Italia, Slovenia, România și Germania. 
În Germania în Scoția sau Siberia cocoșul de munte stă pe lista animalelor periclitate de dispariție, fiind interzisa vânarea lui. Cocoșul de munte trăiește mai mult în luminișurile pădurilor de foioase sau de conifere cu vegetație abundentă  în munții Alpi, Mittelgebirge și Carpați din Europa ca și în Taiga din Asia de Nord. IUCN apreciază populația cocoșilor de munte între 1,5 și 2 milioane de păsări.

## Morfologie
La cocoși există un dimorfism sexual accentuat:
- masculul este mai mare atingând o greutate de 4 –5 kg, deschiderea aripilor măsoară 90 de cm, iar înălțimea ajungând la 1 m . Penajul este pe spate, cap și aripi de un brun închis, iar pieptul are o culoare verde cu lucii metalice.
- femela este mult mai mică cântărind numai 2,5 kg, are o înălțime de 60 cm, deschiderea aripilor măsoară 70 cm. Culoarea penajului pe partea superioară a corpului pestriță brună cu dungi argintii, iar partea inferioară a corpului alb gălbui.

La ambele sexe cresc iarna pene pe picioare, iar lateral picioarele sunt prevăzute cu pinteni cornoși. Sub ochi păsările au o parte a pielii neacoperită de pene de culoare roșie .
- Puii au deja timpuriu culoarea femelei adulte cu o pata neagră specifică pe cap. Mai târziu prin luna august  în funcție de sex începe să schimbe culoarea penajului.

Ouăle cocoșilor de munte au mărimea oului de găină domestică, însă culoarea lor este albă punctat cu brun.
Hrana cocoșului de munte constă ca la galinacee în general din diferite părți  vegetale, semințele fructelor, insecte și larvele lor, deoarece păsările sunt dependente de anumite specii de plante, acest fapt a cauzat reducerea efectivului lor.

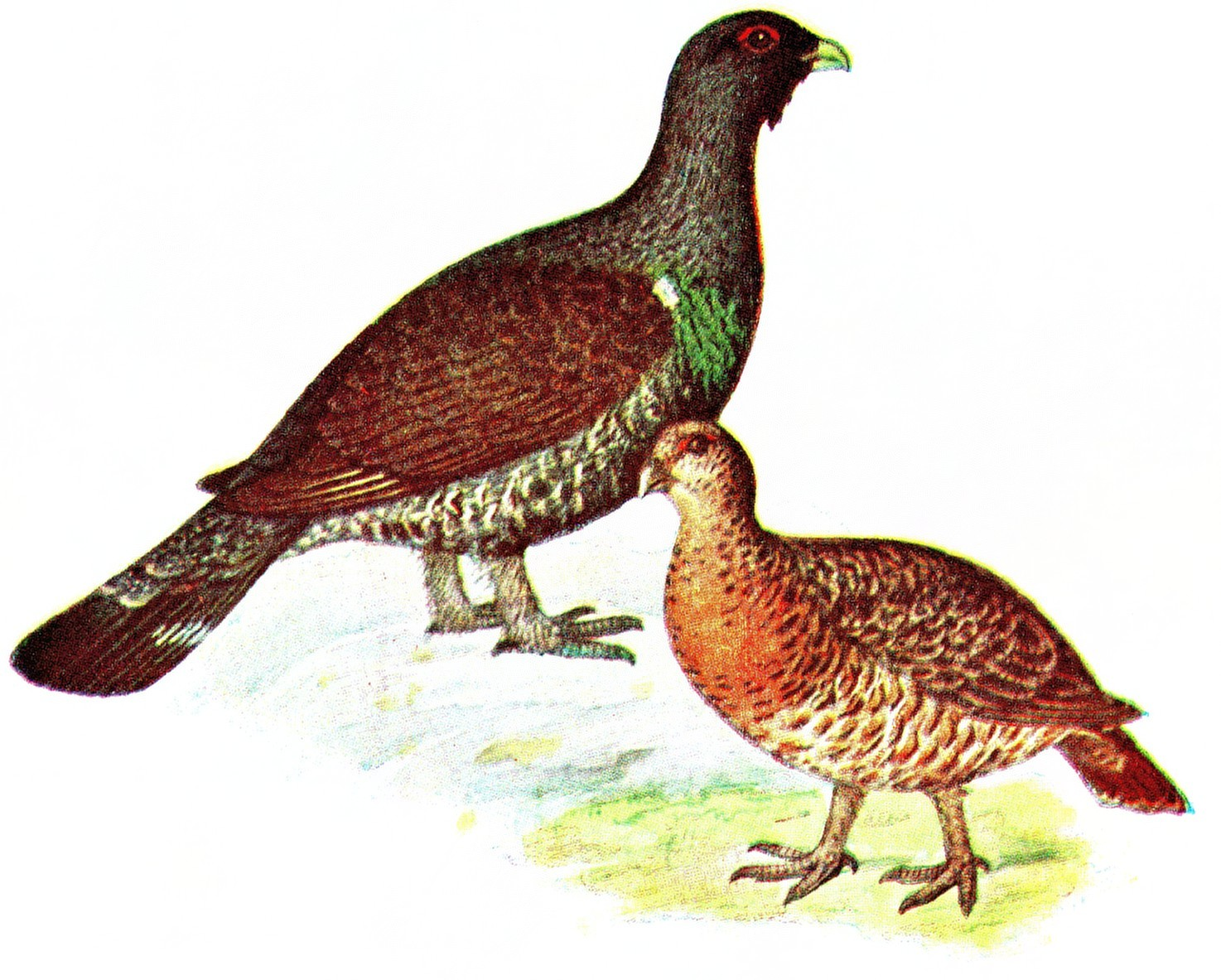
Mascul și femelă de Tetrao urogallus
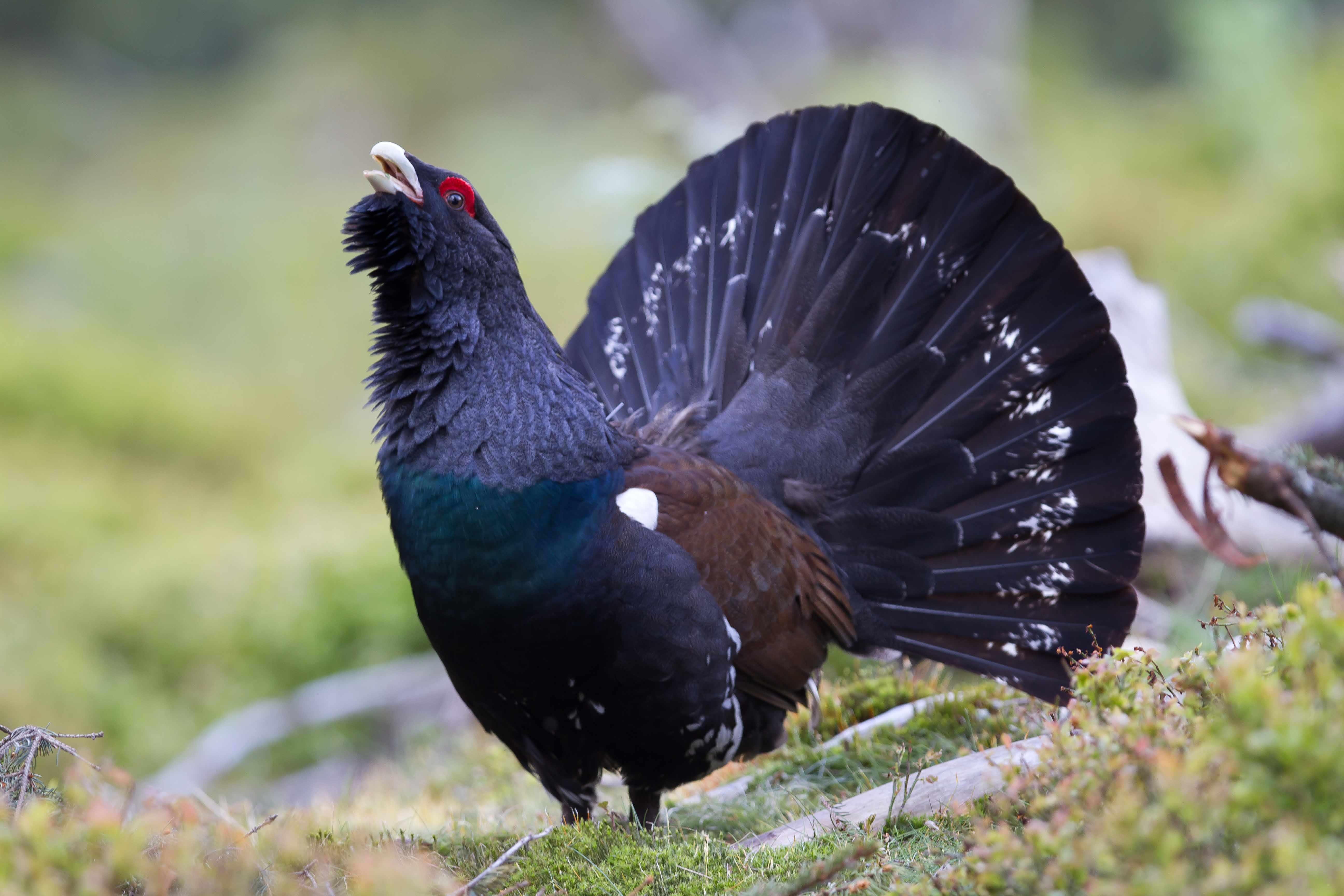
Cocoşul de munte cu penajul cozii deschis în formă de evantai
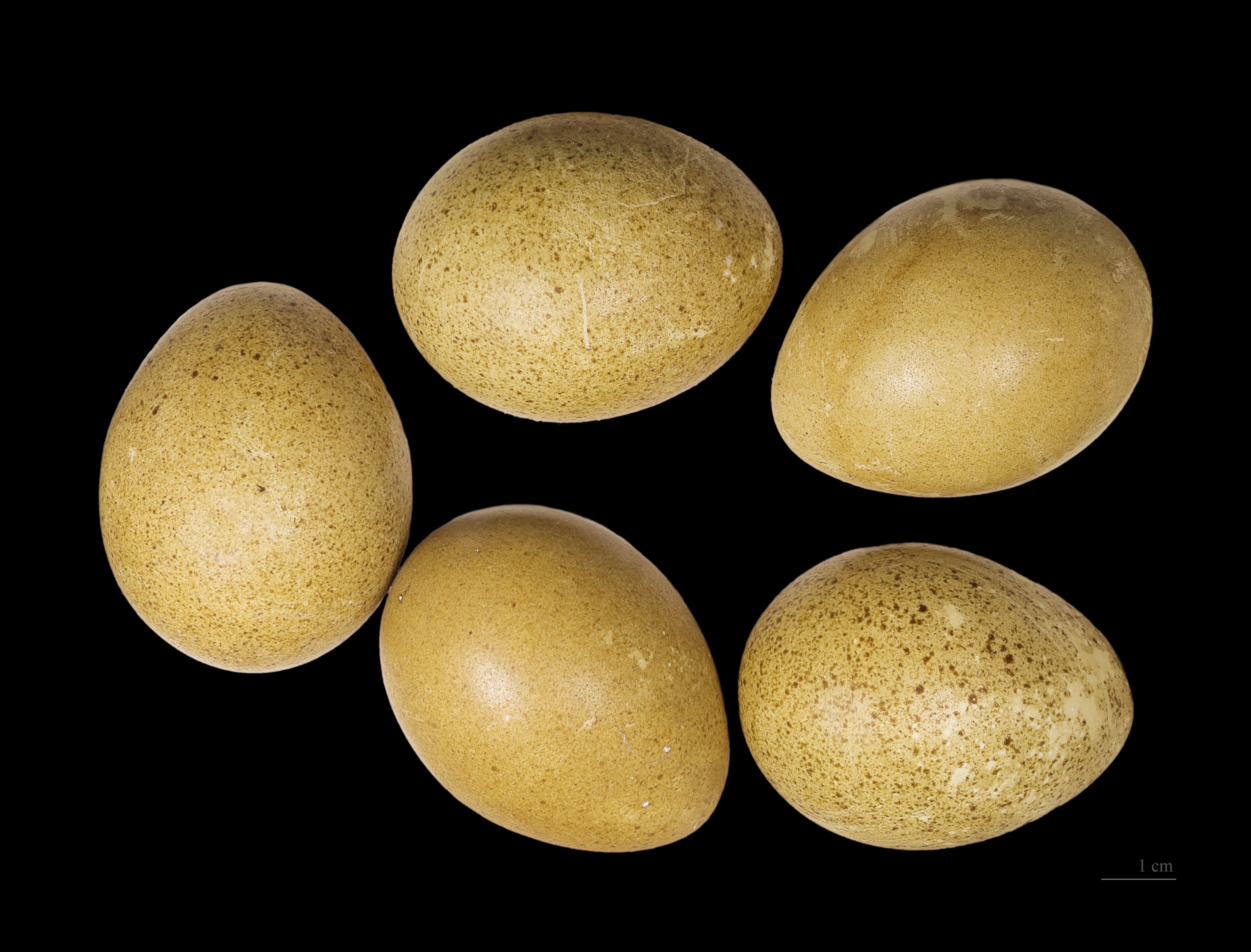
Ouă de Tetrao urogallus
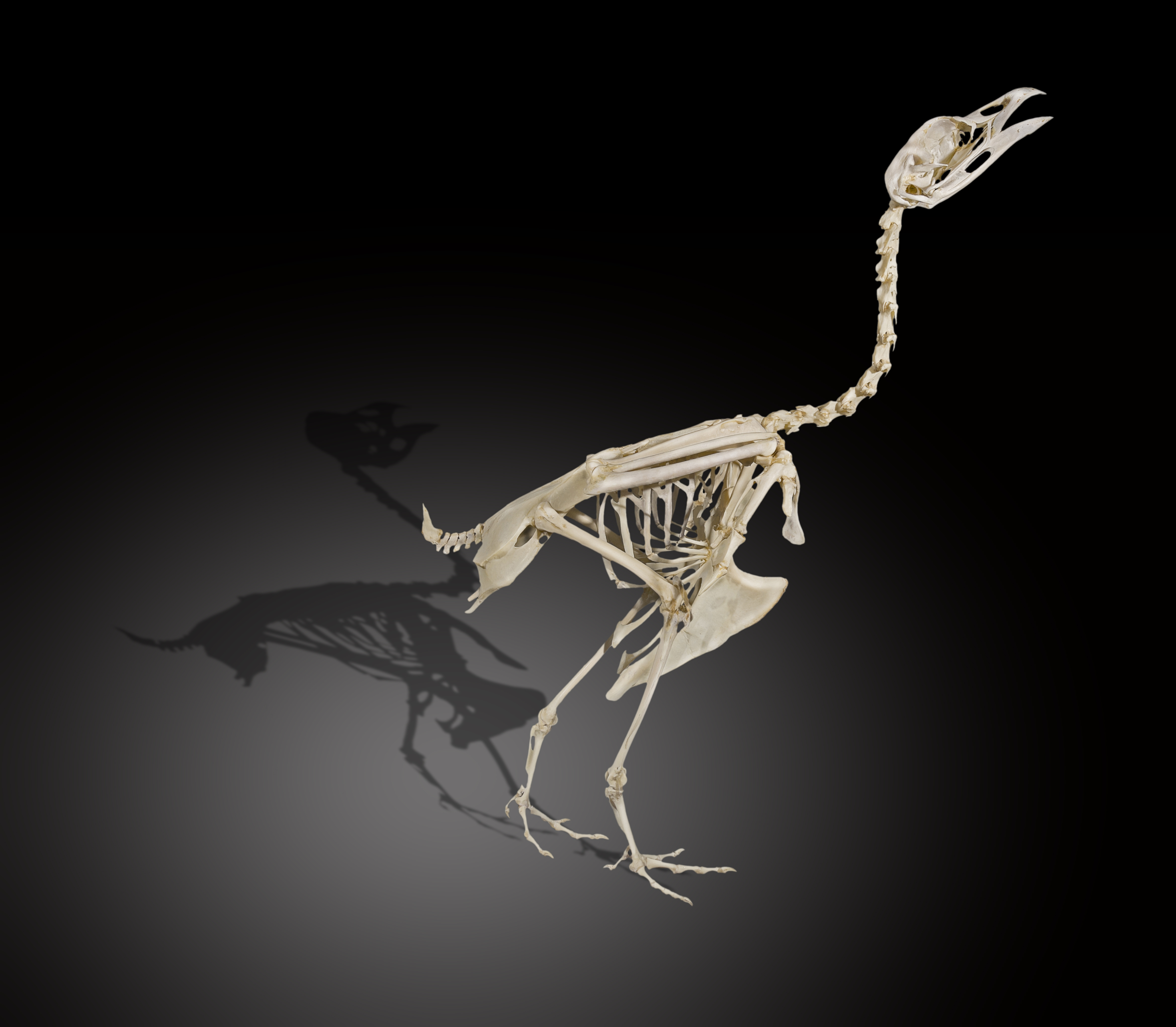
Schelet de Tetrao urogallus

## Reproducerea
Perioada de împerechere la cocoșul de munte începe în martie și durează până la începutul lunii iunie. Masculul mai robust, după ce a alungat rivalul atrage atenția femelei prin dansul caracteristic împerecherii, emiterea unor sunete specifice, umflarea penajului cu deschiderea penelor cozii în formă de evantai.
În perioada împerecherii masculii sunt agresivi putând ataca și omul.
Femela depune în cuib timp de 10 zile 5 - 12 ouă; puii eclozează la 26 - 28 de zile. Timp de 14 zile puii sunt dependenți de femelă care îi hrănește și îi apără de frig.